# Мамука Русія
Мамука Русія (нар. 27 листопада 1974, Сухумі, Абхазька АРСР, Грузинська РСР) — грузинський футболіст, півзахисник.

## Кар'єра гравця
Футбольну кар'єру розпочав 1991 року на батьківщині, в друголіговому клубі «Колхі» (Гульріпш). Проте вже неступного сезону перейшов до вищолігового «Цхумі». З 1992 по 1994 році виступав у Вищій лізі грузинського чемпіонату в складі клубів «Одіші» (Зугдіді), «Цхумі» (Сухумі) та «Шевардені-1906» (Тбілісі). Сезон 1994/95 років розпочав у першоліговому «Егрісі» (Сенакі). Під час зимової паузи виїхав до України, де підсилив вищоліговий шепетівський «Темп». Дебютував у футболці шепетівського колективу 4 березня 1995 року в програному (1:3) виїзному поєдинку 18-о туру вищої ліги проти кременчуцького «Кременя». Мамука вийшов на поле в стартовому складі, а на 46-й хвилині його замінив Сергій Барановський. Загалом у футболці «Темпу» провів 9 поєдинків.
Напередодні початку сезону 1995/96 років повернувся до свого колишнього клубу, «Егрісі» (Сенакі). Проте вже в 1996 році знову виїхав за кордон, цього разу до Китаю, де захищав кольори місцевого клубу «Шанхай Цзючен». Наступного року поверувся до Грузії. Після цього по сезону відіграв у футбольній команді Тбіліського державного університету та батумського «Динамо». У 1999 році перейшов до вищолігового тбіліського «Локомотива», де виступав протягом наступних трьох з половиною сезонів. Напередодні початку сезону 2003/04 років підсилив «Амері» (Тбілісі). Потім протягом сезону захищав кольори «Сіоні» (Болнісі). У 2005 році опинився в АСМК (Тбілісі). У 2006 році перейшов до першолігового «Мешхеті» (Ахалцихе), кольори якого захищав протягом наступних двох з половиною сезонів. У 2008 році підсилив «Колхеті» (Поті), але зігравши в 1 матчі грузинського чемпіонату вже наступного року вирішив завершити футбольну кар'єру.

## Кар'єра тренера
З 2015 року працює тренером у тбіліській «Гагрі».